# Hypoderma rhododendri-mariesii
Hypoderma rhododendri-mariesii är en svampart som beskrevs av Y.R. Lin & S.J. Wang 2004. Hypoderma rhododendri-mariesii ingår i släktet Hypoderma och familjen Rhytismataceae.   Inga underarter finns listade i Catalogue of Life.